# HMV (レーベル)

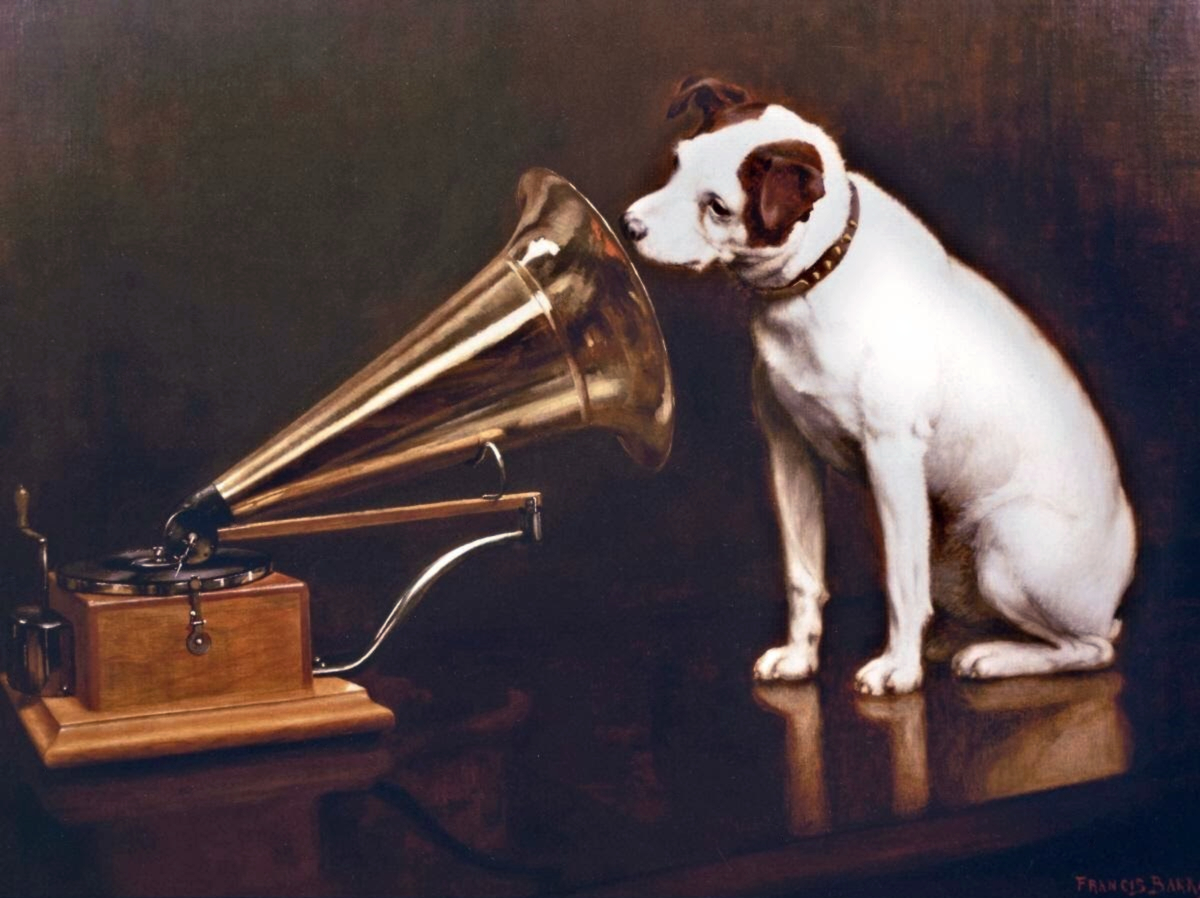
His Master's Voice, 1898年、フランシス・バロウ筆

HMV (His Master's Voice) は、1901年にグラモフォン・カンパニーによって設立されたイギリスのレコードレーベル。
「His Master's Voice」は1890年代後半に、蓄音機に耳を傾けるニッパーというフォックス・テリア系の犬を描いた絵画の題。修正が行われる前の1898年のオリジナルでは、シリンダー蓄音機が描かれていた。この絵は、後にRCAビクター（現：米ソニー・ミュージックエンタテインメント）として知られるビクタートーキングマシンカンパニーの有名な商標およびロゴとなった。
1970年代には「His Master's Voice」のブロンズ像が作成され、レコード会社（EMI）から、10万枚以上を売り上げたアーティスト、音楽プロデューサー、作曲家に音楽賞として授与された。

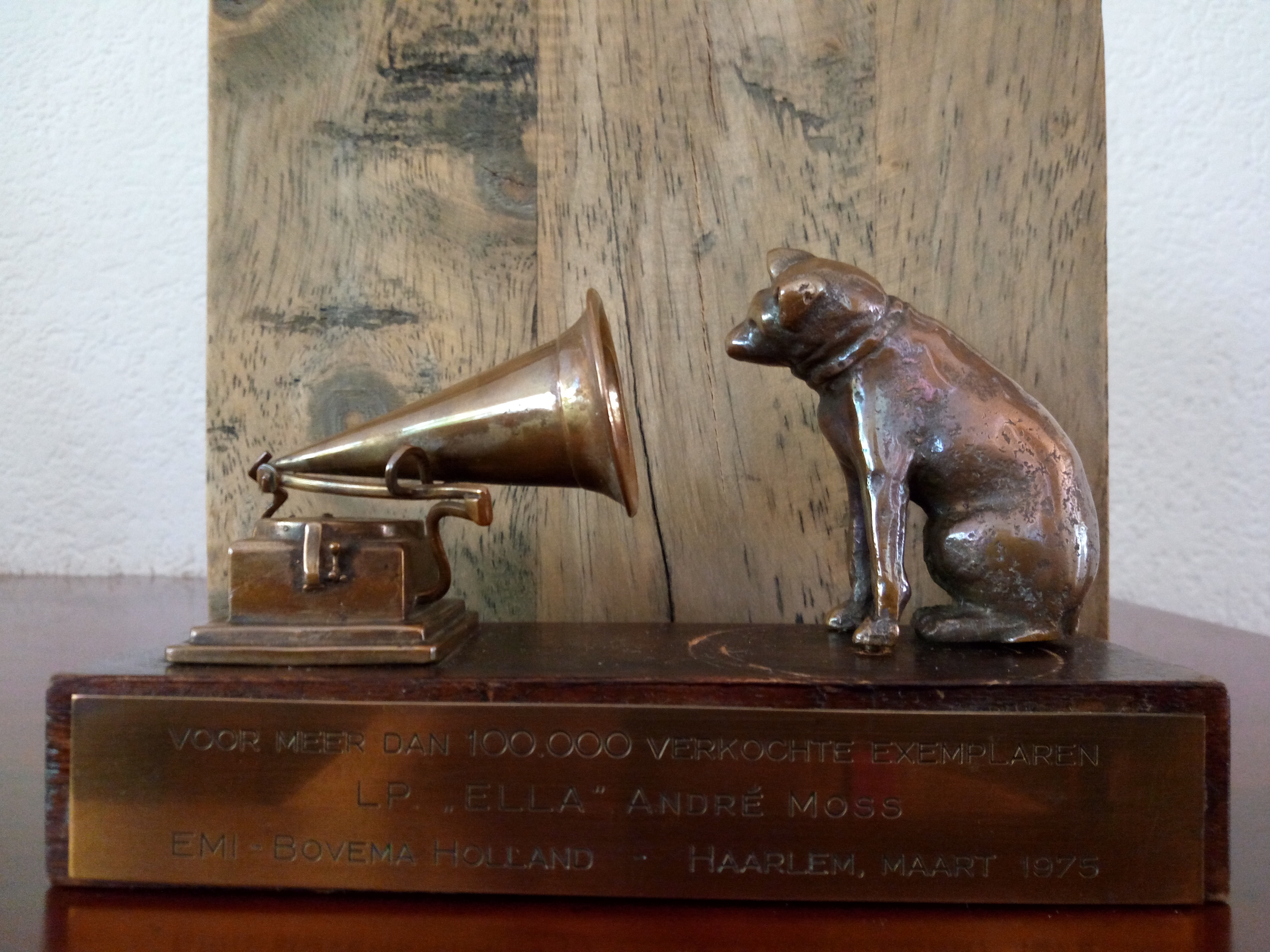
His Master's Voiceのブロンズ像。 (Music Award EMI-Bovema)

## 絵
トレードマークの画像は、イギリスの画家フランシス・バロウの「His Master's Voice」という題の絵画からきている。この絵画は1899年に新設されたグラモフォン・カンパニーがバロウから購入し、同社のアメリカの関連会社であるビクタートーキングマシンによって商標として採用された。現代のグラモフォン社の宣伝資料によると、ニッパーという名のテリア犬は、もともとバロウの兄であるマークが飼育していたとのことである。マーク・バロウが死去した後、フランシスはマークの声が記録された蝋管、蓄音機と共にニッパーを引き受けた。フランシスは、ニッパーが蓄音機のホーンから再生される亡き主人の声に興味を示したことに注目し、その場面を描こうと思いついた。この出来事はリバプールの92ボールドストリートで起きたことであった。ニッパーが当時の新しい発明から発せられる音に興味を持っているという話は真実だが、彼がマークの声を聞いたのは、オリジナルの絵画によると、シリンダー蓄音機で聞いていたことが明らかになった。

## ロゴ

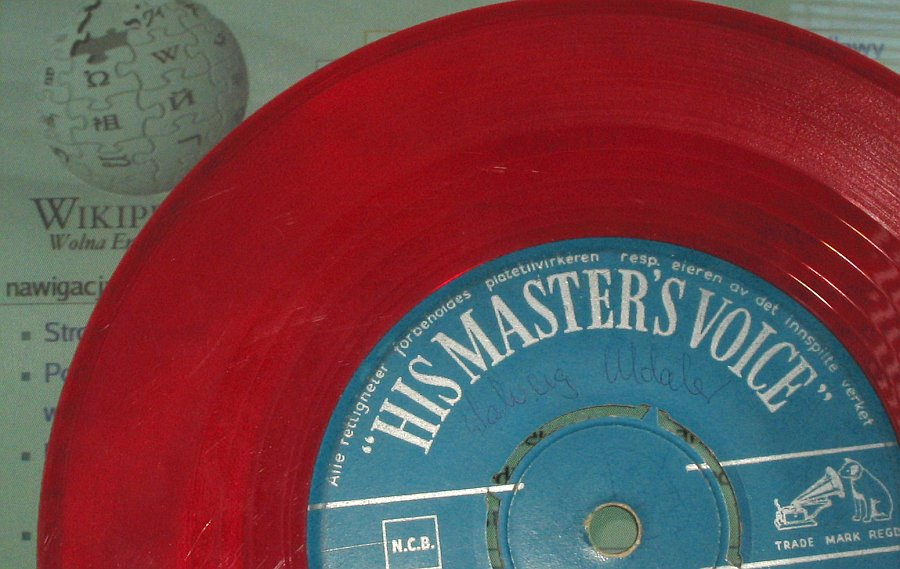
HMVがリリースしたシングル（カラーレコード）

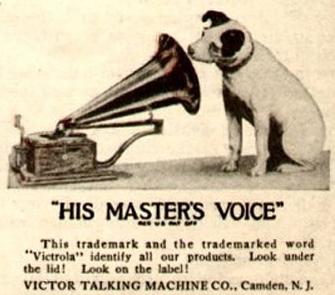
「His Master's Voice」の画像を用いたビクタートーキングマシンの広告

1899年初頭、フランシス・バロウは「Dog looking at and listening to a Phonograph」の仮題で元の絵の著作権を申請した。彼はその絵をどのシリンダー蓄音機会社にも売ることができなかったが、イギリスのグラモフォン社の創設者であるアメリカ人、ウィリアム・バリー・オーウェンは、蓄音機を同社の蓄音機に修正するという条件で絵を購入することを申し出た。バロウはこれに従い、絵は1899年12月から会社のカタログで使用された。商標の人気が高まるにつれ、さまざまな企業目的でアーティストからいくつかの追加のコピーが依頼された。蓄音機の発明者であるエミール・ベルリナーは、ロンドンでこの絵を見て、1900年7月にアメリカにおける著作権を取得した。この絵はベルリナーのビジネスパートナーであり、コンソリデーテッド・トーキングを設立したエルドリッジ・R・ジョンソンによって商標として採用された。コンソリデーテッド・トーキングは1901年にビクタートーキングマシンとして再編された。
ジョンソンは1900年の秋にコンソリデーテッドの広告で犬と蓄音機の画像を最初に使用した。1902年2月以降、ほとんどのビクターレコードのレーベルに簡略化された絵が使用された。ビクター社はグラモフォン社よりもはるかに広範囲で商標を使用し、事実上すべてのビクター製品に商標を表示した。新聞や雑誌の広告では読者に「犬を探す」よう促した。ビクター社はニューヨーク市のメトロポリタン歌劇場近くの37番街とブロードウェイに、50フィート四方の照明付きニッパーの広告看板を設置した。1915年、ビクター社はニュージャージー州カムデンにある本社と、製造施設の17番ビルのタワーにロゴを描いたステンドグラスの窓を設置した。建物と窓は現在も残っており、RCAビクターとカムデンの産業遺産の象徴的なシンボルであり続けている。
イギリス連邦諸国では、グラモフォン社は1909年までレコードレーベルで犬の絵を使用しなかった。グラモフォン社は1910年からレコードレーベル上部に表示していた天使の絵の商標に変えて、ニッパーの商標を使用し始めた。
会社は正式には「His Master's Voice」や「HMV」とは呼ばれていなかったが、レコードレーベルでの知名度から急速にその名で知られるようになった。同社が1908年2月以前にリリースしたレコードは、一般にレコードコレクターによって「G&Ts」と呼ばれ、それ以降のレコードは通常「HMV」レコードと呼ばれる。第一次世界大戦中、グラモフォン社のドイツ支社であるドイツ・グラモフォン・ゲゼルシャフトは、イギリスの親会社との関係を断ち切り、独立して運営された。ドイツ・グラモフォンはドイツにおいてニッパーの商標を1949年まで使用し、その後権利はエレクトローラに売却された。エレクトローラはドイツのEMI関連会社としてドイツ・グラモフォンに取って代わった。
商標の画像はビクター社によってアメリカ、カナダ、ラテンアメリカ諸国で引き続き使用された。イギリス連邦諸国（ビクター社が権利を保有していたカナダを除く）では、グラモフォン社のさまざまな子会社によって使用され、最終的にEMIの一部となった。
1921年、グラモフォン社はロンドンに最初のHMVショップをオープンした。1929年、ラジオ・コーポレーション・オブ・アメリカはビクタートーキングマシンを買収し、1920年以来ビクター社が51%を所有していたグラモフォン社の主要な株式を取得した。RCAは1931年のEMIの設立に貢献し、イギリスで引き続いて「His Master's Voice」の名称とイメージを使用した。1935年、RCAビクターはEMIの株式を売却したが、南北アメリカにおける「His Master's Voice」の権利を引き続き所有した。HMVはEMIが西半球でのディストリビューターとしてキャピトル・レコードを購入した後、1957年までイギリスおよびその他の地域でビクターのレコードを配給し続けた。
第二次世界大戦中に日本はアメリカと敵対したことにより、RCAビクターの日本の子会社である日本ビクターは1943年にRCAと資本関係を解消した。現在、JVCケンウッドは日本でのみ「Victor」のブランド名とNipperの商標を保持している。1968年にRCAは新しいロゴを導入、ニッパーの商標を廃止し、レッドシールのアルバムカバーを除くほぼすべての広告および製品からロゴを削除した。1976年、ニッパー商標に対する復活の要望に応え、RCAは商標を復活させ、西半球のほとんどのRCAレコードレーベルにニッパーを表示するようになった。1970年代後半から1980年代にかけて、ニッパーは再びRCAの広告で広く使用され、その商標はRCA製テレビと、ほとんど普及しなかったCEDビデオディスクに一時的に使用された。
1967年、EMIはHMVレーベルをクラシック音楽専門レーベルに転換し、ポピュラー音楽のPOPシリーズを廃止した。HMVのPOPシリーズアーティストの名簿はコロムビア・グラモフォンとパーロフォンに移され、ステートサイド・レコードにアメリカのPOPレコード契約のライセンスを供与した。
コンパクトディスクのグローバル化した市場により、EMIはHMVレーベルを放棄し、世界中で使用できる名称である「EMIクラシックス」を使用するようになった。しかし、1988年から1992年までモリッシーの作品はHMVレーベルでリリースされた。HMV / Nipperの商標は、現在、イギリスの小売チェーンが所有している。EMIからの正式な商標移転は2003年に行われた。古いHMVのクラシック音楽カタログは現在、ワーナー・ミュージック・グループのワーナー・クラシックスによって管理されている。EMIが以前に管理していたHMVのポップス・マテリアルの大半は、現在、ワーナーのパーロフォン・レーベルで再発されている。イギリスでは、ワーナー・クラシックスの配信サービスが「Dog and Trumpet」として2017年1月にSpotify、Facebook、Twitter、Instagramで開始された。
犬と蓄音機の画像は現在、RCAレコードとその親会社であるソニー・ミュージックエンタテインメントが、RCAの家電部門を運営するタリスマンブランドからライセンス供与されている（犬のニッパーは引き続き宣伝で使用されている）。トムソンはゼネラル・エレクトリックが1986年にRCAコーポレーションを吸収した後、同部門を買収した。「His Master's Voice」の画像は、アメリカではHMVの商標としてのみ存在する。商標はタリスマンブランドが所有している。
一部の例外を除いて「His Master's Voice」の犬と蓄音機の画像はアメリカではパブリックドメインであり、その商標登録は1989年（録音と蓄音機のキャビネット）、1992年（テレビセット、テレビとラジオの組み合わせセット）、および1994年（録音および再生機、針、およびレコード）にそれぞれ期限切れとなった。

## 世界中のニッパー

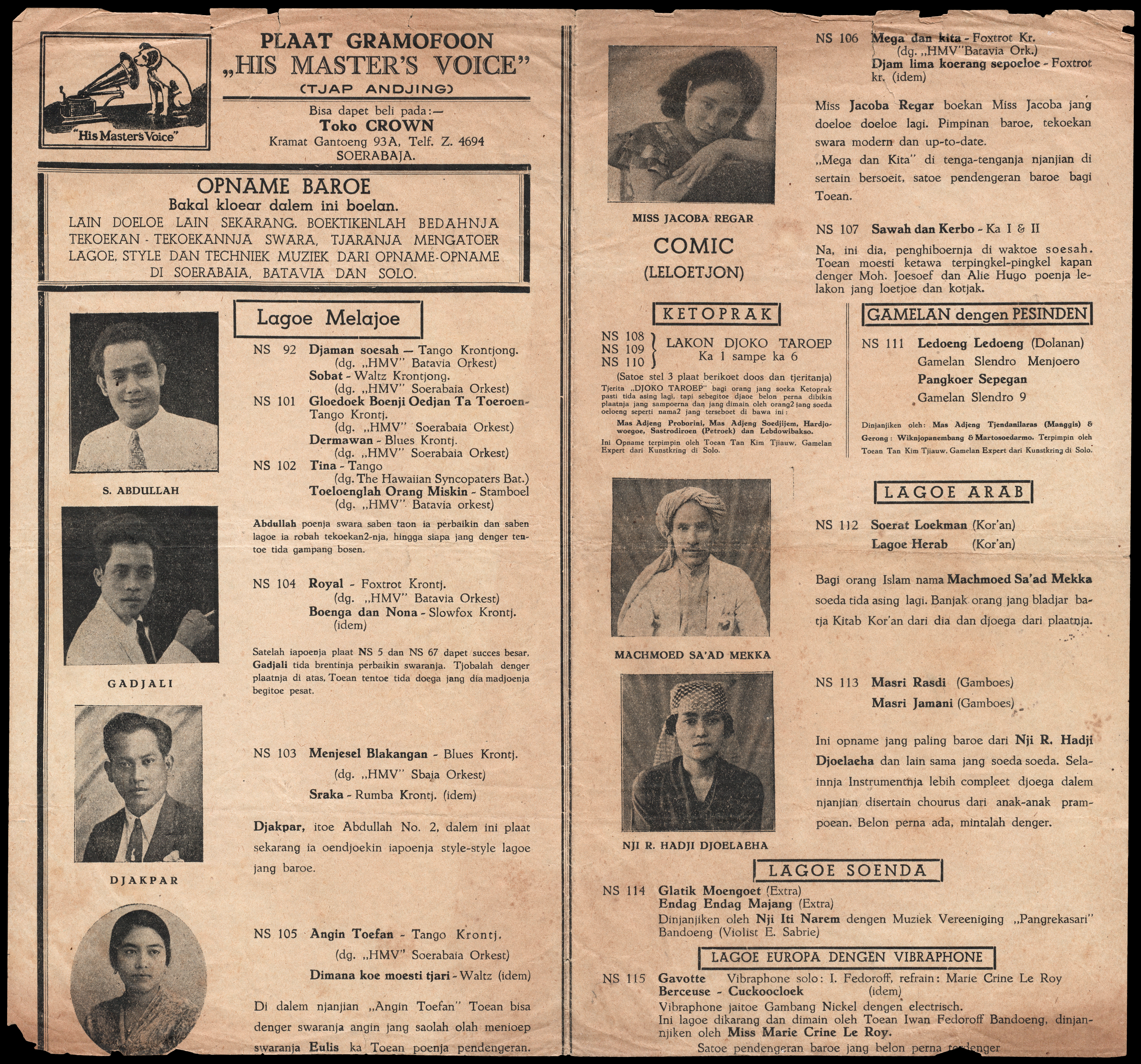
「His Master's Voice」蓄音機の広告、オランダ領東インド、1930年代

「His Master's Voice」のロゴは世界中で使用され、そのモットーはさまざまな言語に翻訳された。；「La voix de son maître」（フランス語）、「La voz de su amo」（スペイン語）、「A voz do dono」（ポルトガル語）、「La voce del padrone」（イタリア語）、「Die Stimme seines Herrn」（ドイツ語）、「Husbondens Röst」（スウェーデン語）、「Głos Swego Pana」（ポーランド語）、「Sin Herres Stemme」（ノルウェー語）、「Sahibinin Sesi」（トルコ語）、「他的大师之声」（中国語）。
2007年4月1日、HMVは「ウォレスとグルミット」のキャラクターであるグルミットが3か月間ニッパーの代理を務め、イギリスの店舗で子供向けDVDを宣伝すると発表した。
1958年のアルバム『エルヴィスのゴールデン・レコード第1集』のジャケットには、ニッパーのレーベルが付いたさまざまなRCAのシングルレコードが使用されている。このアルバムのイギリス盤は著作権上の理由で、レーベルが黒く塗りつぶされた。アメリカのRCAがリリースしたレコードに対するこのような編集は、他の多くの外国盤でも行われた。同様に、外国で販売されたRCAおよびEMIの輸入盤ジャケットおよびレーベルには、多くの場合、ニッパーの商標の上にステッカーが貼られていた。
1946年にワーナー・ブラザースが制作したルーニー・テューンズの短編映画「ダフィの落書天国」では、ダフィー・ダックは広告看板に口ひげを描く「口ひげの悪鬼」であり、その広告の中に「His Master's Voice」が含まれた。
Macintoshのソフトウェア、SoundEdit のアイコンは、Macintosh コンピュータに耳を傾けるニッパーに似た犬である。
映画「スーパーマン リターンズ」（2006年）には、カンザスの初期のセットで「His Master's Voice」のラジオがはっきりと映し出されているシーンが含まれている。「His Master's Voice」ラジオは、RCAが「ニッパー」の著作権を保持しているため、アメリカで販売されたことはない。映画はオーストラリアで撮影され、そばにあった「小道具」が明らかに使用された。
2008年の映画「ワルキューレ」では、主人公が居間でレコードかける際にニッパーのレーベルを使用した「ワルキューレの騎行」のドイツ・グラモフォンのレコードと、レーベルに印刷されたモットー「Die Stimme seines Herrn」が映し出される。
1999年の長編映画「ワイルド・ワイルド・ウエスト」では、象徴的な犬と蓄音機の画像に敬意を表して、ニッパーに似た犬が死亡したキャラクターの横を走り、蓄音機のホーンを覗き込む。しかし、この映画はバロウが絵を制作する30年前の1869年に時代設定されている。
アメリカの公共ラジオネットワークのナショナル・パブリック・ラジオ（National Public Radio）のスタッフは、NPRと「ニッパー」の発音の類似性に注目し、マスコットとしてニッパーを非公式に採用した。1990年代の数年間、実物大のニッパーのプラスチック製の彫像が、ワシントンDCにあるネットワークの本社ビルの正面玄関ロビーに飾られていた。

## HMV

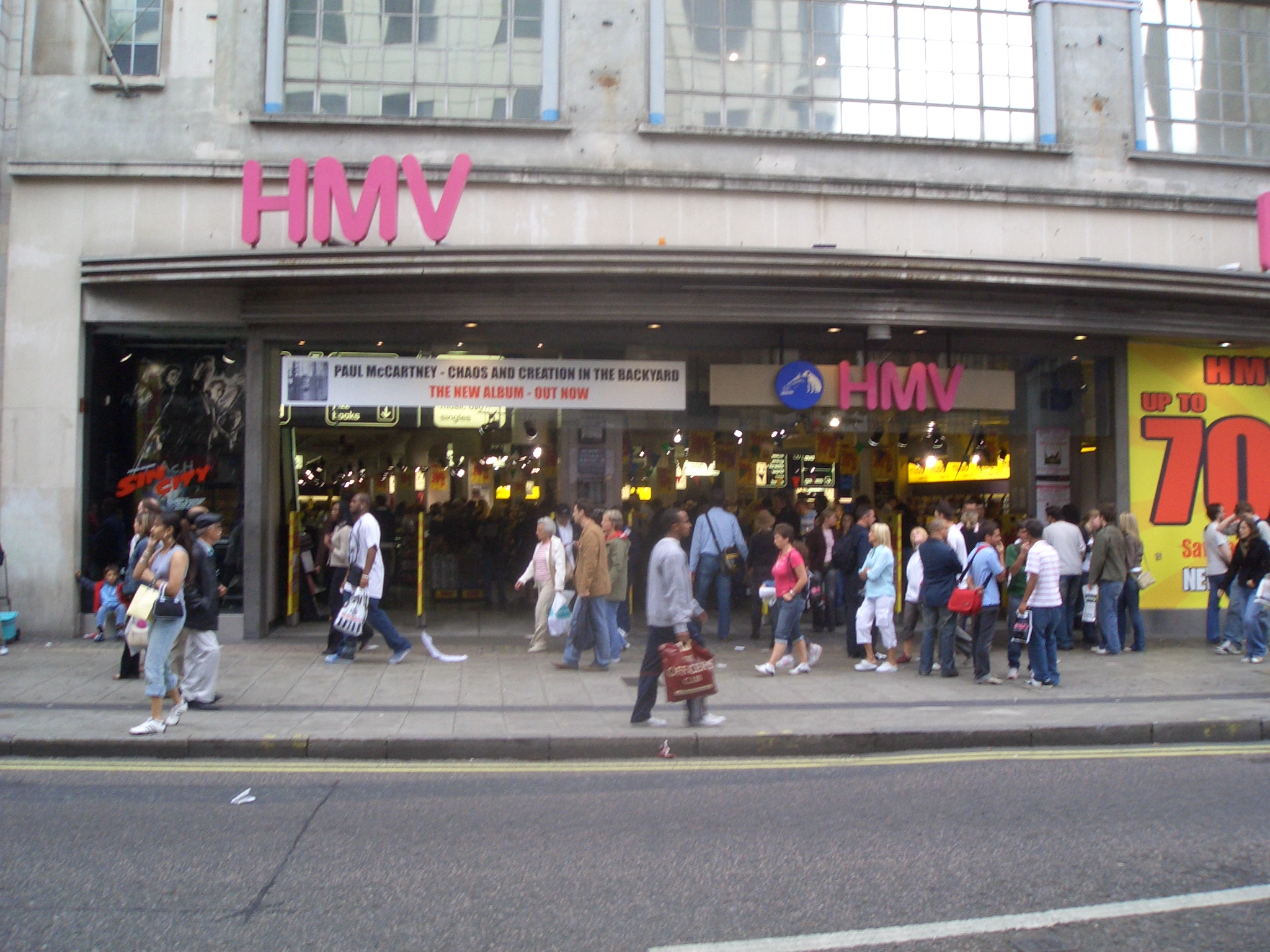
ロンドン、オックスフォード・ストリートに所在したかつてのHMV旗艦店

EMIは1990年代を通じて国際的に拡大し続けた。HMVの名称はイギリスではグラモフォン・カンパニーによって設立されたCDのチェーンストアで現在も使用されている。（カナダでは2017年まで）
1998年にHMVメディアは別会社として設立され、EMIは43%株式を保有した。同社はウォーターストーンズの書店チェーンを購入し、イギリスの書店であるディロンズと合併させた。2002年には、HMVグループPLCとしてロンドン証券取引所に上場し、EMIはトークンのみを保有していた。
オーストラリア、アイルランド、イギリスのHMVショップでもニッパーの商標が使用されている。HMVはカナダのHMVストアでニッパーを使用するために商標登録を申請したが、2010年に申請を放棄した。
2006年8月の時点で、世界中に400を超えるHMVストアがあった。ウェブサイトはHMVガーンジーが運営している。
2013年1月15日、HMVグループPLCは経営破綻した。アイルランドの店舗は2013年1月16日に閉店し、バウチャーの受け付けを終了した。HMVのウェブサイトは管財人の通知を掲載し、それ以上のオンライン販売は行われなかった。
HMVのウェブサイトによると、ヒルコ・グローバルが組織を再編し、一部の店舗は閉鎖されていたものの、業務を再開し取引を続けている。
2018年12月28日、HMVは再び経営破綻し、KPMGが管財人となった。
2019年2月5日、カナダの小売業者ザンライズ・レコードは、HMVリテールを非公開の金額で買収したことを発表した（後に883,000ポンドと報告されている）。サンライズはHMVチェーンと5つのFoppストアを維持することを計画していたが、すぐに27カ所を閉鎖した。2月下旬までに、HMVは多くの店舗（1つのFopp支店を含む）を再開した。